# Абделхамид Сабири
Абделхамид Сабири (на арабски: عبد الحميد صابيري) е марокански футболист, роден на 28 ноември 1996 в Гулмима, който играе на поста полузащитник. Състезател на арабския Ал-Файха.